# 은부
은부(猌鈇, ? ~ 918년 음력 6월)는 궁예(弓裔)의 부하로서, 후고구려(後高句麗)를 건국하는 데 많은 전공이 있었다.

## 생애
궁예 친위군의 수장 내군장군으로, 정보수집과 경호의 총책임자였다. 왕건 지지자들의 반란 가능성을 예의 주시하며, 주요 군의 수장들을 비밀리에 감시하였으나, 믿었던 환선길 장군으로부터 정보 수집이 제대로 되지 않아 반란을 저지하는 데 실패하였다. 궁예의 피난길을 따라 끝까지 호위, 자신의 책무를 수행하며 호위장군 금대와 함께 왕건 군사들과 최후까지 싸웠으나 결국 중과부적으로 전사하였다.

## 《고려사》 편자의 평가
고려가 건국되는 해인 918년에 궁예의 또 다른 측근인 종간과 함께 사형당했다. 그 사실이 《고려사》에 “〈두 사람은〉 교묘한 말로 용서받고 모두 궁예의 총애를 얻었으며, 참소[浸潤]를 잘 하여 착한 사람들을 많이 모함하였기 때문에 처형하였다.”라고 나온다.

## 은부가 등장하는 작품
- 《태조 왕건》(KBS, 2000년~2002년, 배우:박상조)